# قضاء غور المزرعة
قضاء غور المزرعة قضاء يقع في لواء الأغوار الجنوبية، محافظة الكرك في الأردن. ينتمي القضاء للواء الأغوار الجنوبية الذي يضم قضائين. يقدر عدد سكانه بـ 21359 نسمة حسب إحصاء 2015.

## الوصلات الخارجية
- دائرة الاحصاءات العامة